# Aleiodes grassator
Aleiodes grassator är en stekelart som först beskrevs av Carl Peter Thunberg 1822.  Aleiodes grassator ingår i släktet Aleiodes och familjen bracksteklar. Arten är reproducerande i Sverige. Inga underarter finns listade i Catalogue of Life.